# Dolinelater singularis
Dolinelater singularis is een keversoort uit de familie kniptorren (Elateridae). De wetenschappelijke naam van de soort is voor het eerst geldig gepubliceerd in 2017 door Huber, Marggi en Menkveld-Gfeller.